# Nemcsei fatemplom
A nemcsei fatemplom műemlékké nyilvánított épület Romániában, Temes megyében. A romániai műemlékek jegyzékében az  TM-II-m-B-06264 sorszámon szerepel.

## Leírása
A téglalap alakú hajóhoz ötszögű apszis csatlakozik. Az eredetileg fából készült falakat a 20. század végén téglafalra cserélték. A pronaosz feletti harangtornyot fehér vakolat fedi. A falakat nem fedik festmények.